# Paco Calderón
Francisco José Calderón Lelo de Larrea, conocido como Paco Calderón (Ciudad de México, 13 de febrero de 1959) es un caricaturista e historietista mexicano. 
Publica regularmente su trabajo en los diarios del Grupo Reforma. Ha publicado varios libros entre los que destacan El descontrol de precios y La lata del domingo. Siempre se dibuja a sí mismo vestido con un saco de tweed.

## Trayectoria
Es licenciado en comunicación por la Universidad Iberoamericana.
Inició su carrera profesional en 1977 publicando en el diario El Heraldo de México en 1976, posteriormente en el periódico Excélsior y desde 1983 en El Norte, de Monterrey; más tarde trabajó en los periódicos Reforma, de Ciudad de México; Mural, de Guadalajara; y Palabra, de Saltillo.
En 1988, el diario mexicano Excélsior, donde él colaboraba, lo acusó de haber inventado años antes los chistes contra el entonces presidente Luis Echeverría desde un organismo empresarial (PEMAC). Calderón entregó su renuncia en protesta.
La Universidad de Alcalá de Henares de Madrid, España, lo nombró en 1994 Profesor Honorario «Humoris Causa». Ese mismo año, la Biblioteca del Congreso de los Estados Unidos adquirió diez originales suyos.
También ha participado en diversos programas de radio y televisión narrando biografías de personajes históricos, haciendo análisis político y trabajaba en uno de los noticieros de Televisión Azteca. En 1992, ganó el Premio Nacional de Periodismo por caricatura. En 2014, la Universidad de Columbia en Nueva York lo distinguió con el Premio Maria Moors Cabot.
Su padre fue Francisco R. Calderón quien fungió como asesor económico del sector privado y director del área de estudios económicos de la Fundación Rafael Preciado Hernández A.C.

## Connotación Política
El pensamiento político de Paco Calderón va en sentido contrario al de la mayoría de los caricaturistas mexicanos, identificados con la izquierda.[cita requerida] Ha sido el único caricaturista mexicano en aceptar que se les retirare la exención de impuestos que gozaba el gremio. Es el único caricaturista mexicano que apoya el IVA en alimentos y medicinas, y el cobro de colegiaturas en la UNAM.
Debido a que sus cartones siempre han apoyado una economía liberal, a que publicó su voto en favor de los candidatos del Partido Acción Nacional (PAN), Vicente Fox en las elecciones del año 2000 y Felipe Calderón en 2006, y por ser de los pocos caricaturistas mexicanos que abiertamente critican a los sindicatos, a la idiosincrasia mexicana, y a Andrés Manuel López Obrador; este lo llamó el «monero de la derecha» en un programa de televisión.[cita requerida]

Venezuela, Ecuador, y Bolivia han expresado públicamente su disgusto con el caricaturista, por cómo ha representado a sus respectivos presidentes.[cita requerida]